# Estrada de Ferro Santo Amaro
A Estrada de Ferro de Santo Amaro (1880-1939) foi uma ferrovia brasileira.

## Traçado
A linha férrea ligava a região açucareira da cidade de Santo Amaro, no Recôncavo baiano passava por Buranhém e prolongando-se até Catuiçara. 
O primeiro trecho foi concluído em dezembro de 1880 e chegava até Traripe.
Em 1939 a ferrovia foi incorporada pela Viação Férrea Federal Leste Brasileiro.